# George Nethercutt
George Rector Nethercutt Jr. (ur. 7 października 1944 w Spokane, zm. 14 czerwca 2024 w stanie Kolorado) – amerykański polityk, członek Partii Republikańskiej.

## Działalność polityczna
W okresie od 3 stycznia 1995 do 3 stycznia 2005 przez pięć kadencji był przedstawicielem 5. okręgu wyborczego w stanie Waszyngton w Izbie Reprezentantów Stanów Zjednoczonych.